# Gastronomía de Ágreda

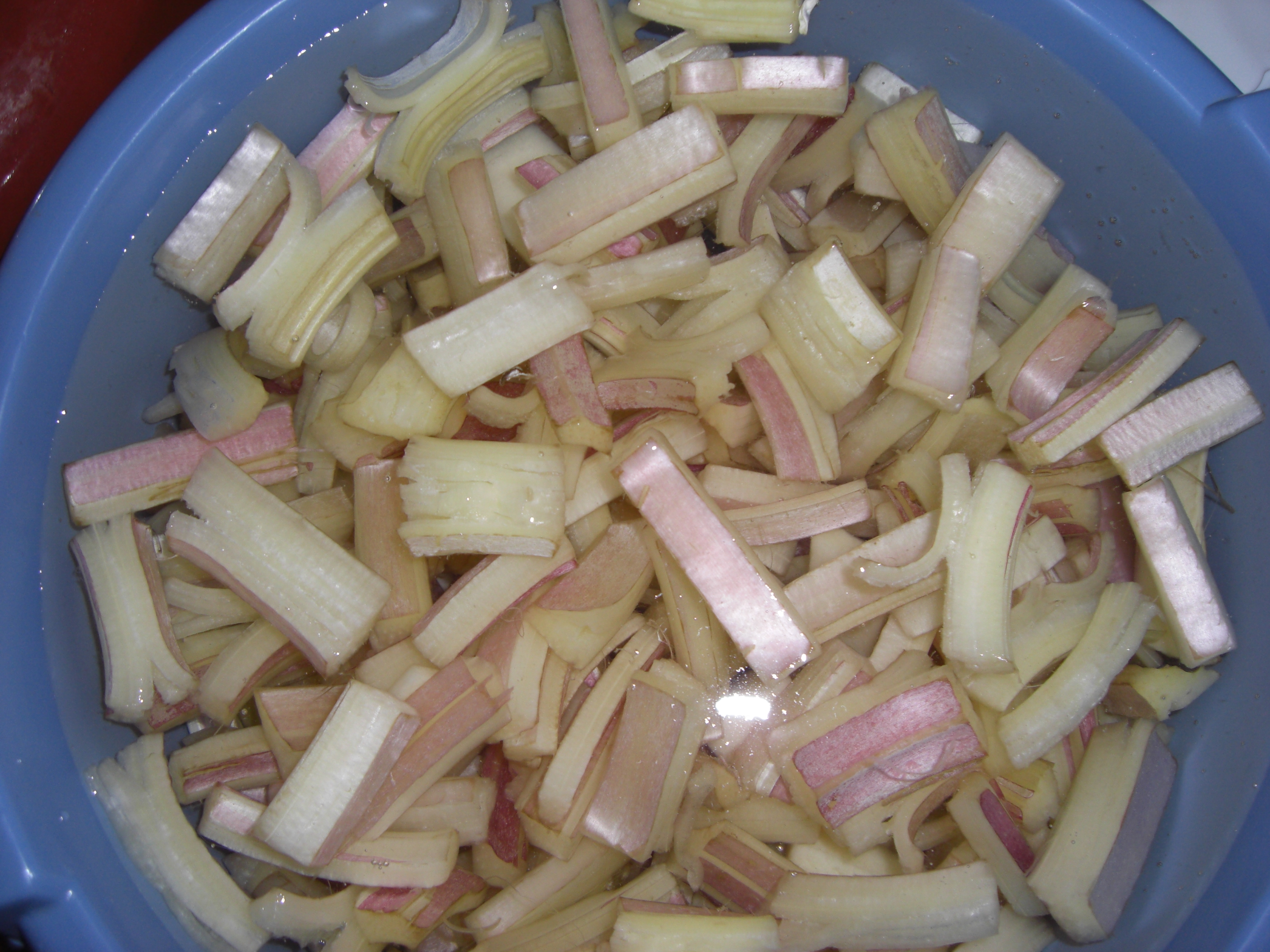
Cardo de Ágreda en remojo.

La gastronomía de Ágreda, propia de la localidad soriana de Ágreda (España) y su comarca goza, debido a su emplazamiento fronterizo con Navarra, La Rioja y Aragón, así como su herencia cultural tanto medieval como árabe y judía, de una gastronomía variada.

## Productos tradicionales y platos típicos
La gastronomía agredeña está influenciada por la vida pastoril de sus gentes en generaciones pasadas, abundando los platos de productos no perecederos como el bacalao, el congrio seco y los escabechados de piezas de caza (perdiz, conejo o pollo de corral). No en vano, en Ágreda hay una importante fábrica de elaboración del bacalao, Bacalao Dimar.
También los platos colectivos cuentan con popularidad, el asado (cordero o cerdo), las migas, la fritada, las sopas de ajo, la caldereta con cordero, conejo o costillas de cerdo, entre otros.
El cardo de Ágreda, de color blanco y rosáceo, es el vegetal más autóctono de la villa y habitual en las mesas de Ágreda. Su carácter invernal lo ha convertido en un plato típico en las temporadas navideñas de la localidad.
En Ágreda destacan las pastas, tales como: madalenas, mantecadas, sobadillos, hojaldres, españoletas, y las rosquillas huecas. Si bien, el «langarto», una masa de pan rellena de chorizo, atún o sardina, es el producto panadero más autóctono.
Siguiendo la tradición, el 3 de febrero y de mayo de cada año, los panaderos elaboran una hogaza que se rellena de tortilla de patata, acompañado de torreznos y chorizo. También el 1 de noviembre se elabora otro plato tradicional, el rosco o rollo. Las de tortas de chichorra también son habituales en las panaderías.
La bebida que se elabora de forma más tradicional es el pacharán, de origen navarro y como postre el chordón, tanto los endrinos (para la elaboración del pacharán), como el chordón son abundantes en el Moncayo).